# Convento de Bonamargy
El convento de Bonamargy (en inglés: Bonamargy Friary) son las ruinas de un convento situado en las cercanías de Ballycastle, parte del condado de Antrim de Irlanda del Norte.

## Toponimia
El nombre Bonamargy significa "pie del río Margy" (en irlandés: Bun na Mairge), el río formado por la unión de los ríos Cary y Shesk.

## Historia
El lugar es de fundación franciscana tardía establecida en 1485 por Rory MacQuillan, uno de los 43 conventos establecidos en irlanda entre 1420 y 1536 (cuando se produjo la disolución de los monasterios). Se dice que la primera batalla entre los clanes MacDonnell y MacQuillan en guerra se libró en tierras cercanas en 1558, resultando en victoria de los MacDonnells de Antrim. En 1584, la iglesia, que tenía techo de paja, fue quemada en un ataque de miembros escoceses del clan MacDonnell a las tropas inglesas acuarteladas aquí, y el convento estuvo abandonado durante algunos años. 
Sin embargo, en la década de 1620, fue reparado, probablemente con financiación de Randal MacDonnell, el primer conde de Antrim, y los franciscanos lo utilizaron como base para la obra misional para promover la fe católica en Escocia. Durante este período, es casi seguro que Bonamargy también funcionó como iglesia parroquial local, y continuó como lugar de culto hasta al menos la década de 1720, y posiblemente hasta la década de 1770, cuando el hastial oeste se derrumbó en una tormenta.
El complejo fue abandonado a finales del siglo XVIII y pasó a usarse sólo como cementerio. Además, hay numerosas tumbas de soldados fallecidos en la Primera y Segunda Guerra Mundial, principalmente marineros fallecidos en el HMS Viknor y HMS Racoon. Alrededor de 1822 se encontraron cuatro manuscritos en un viejo cofre de roble en las ruinas del convento de Bonamargy. Uno de estos manuscritos se describe como "La vida de Cristo de San Buenaventura" y/o "Una historia de las Benditas Escrituras". Otro manuscrito contenía una gran parte de una de las principales obras teológicas de Santo Tomás de Aquino, escrita en vitela, en un latín muy reducido y que se extendía a unas 600 páginas en cuarto. La fecha más antigua que aparece en él es 1338 y la última 1380. Originariamente perteneció al monasterio de San Antonio, de Amiens (Francia).
Las ruinas del convento de Bonamargy son un Monumento Histórico de Atención Estatal en el suburbio de Bonamargy. El área que rodea el monumento es un Monumento Histórico Programado, en la referencia de cuadrícula: D1268 4087.

## Arquitectura
En la entrada principal del convento hay una pequeña puerta de entrada de dos plantas que se abre a un almacén y taller. Unos escalones desgastados conducen directamente al dormitorio de arriba. Todavía se pueden encontrar restos de un altar en la iglesia contigua, y las bóvedas cerradas contienen los restos del célebre cacique, Sorley Boy MacDonnell, y varios de los condes de Antrim. Allí también está enterrado su nieto Randal, conocido por su papel en las guerras de los Tres Reinos.
Quizás la residente más famosa del convento fue la profeta y reclusa del siglo XVII Julia MacQuillen. Conocida como "La Monja Negra", MacQuillen deseaba ser enterrada en la entrada de la capilla para que pudiera ser pisoteada por quienes entraran. Una cruz celta desgastada (redondeada con un agujero en el centro) marca su tumba en el extremo oeste de la iglesia principal.

## Galería

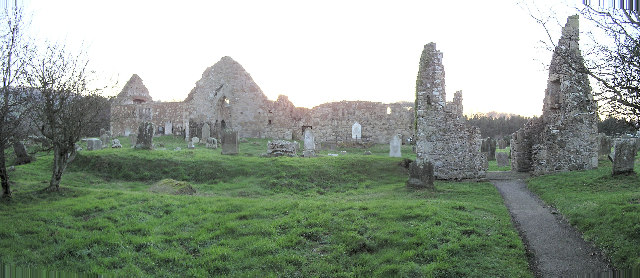
Vista frontal del complejo
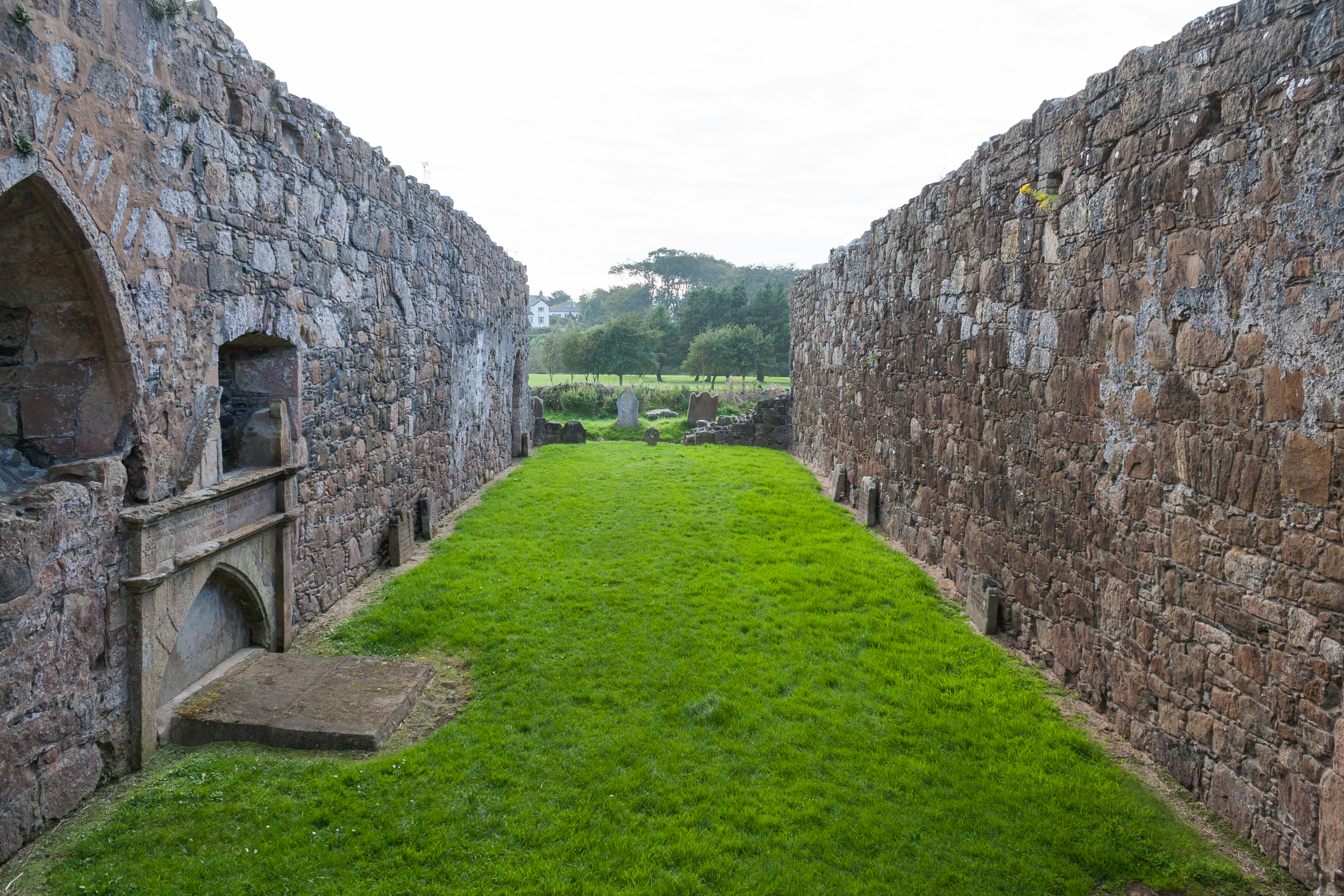
Interior de la iglesia
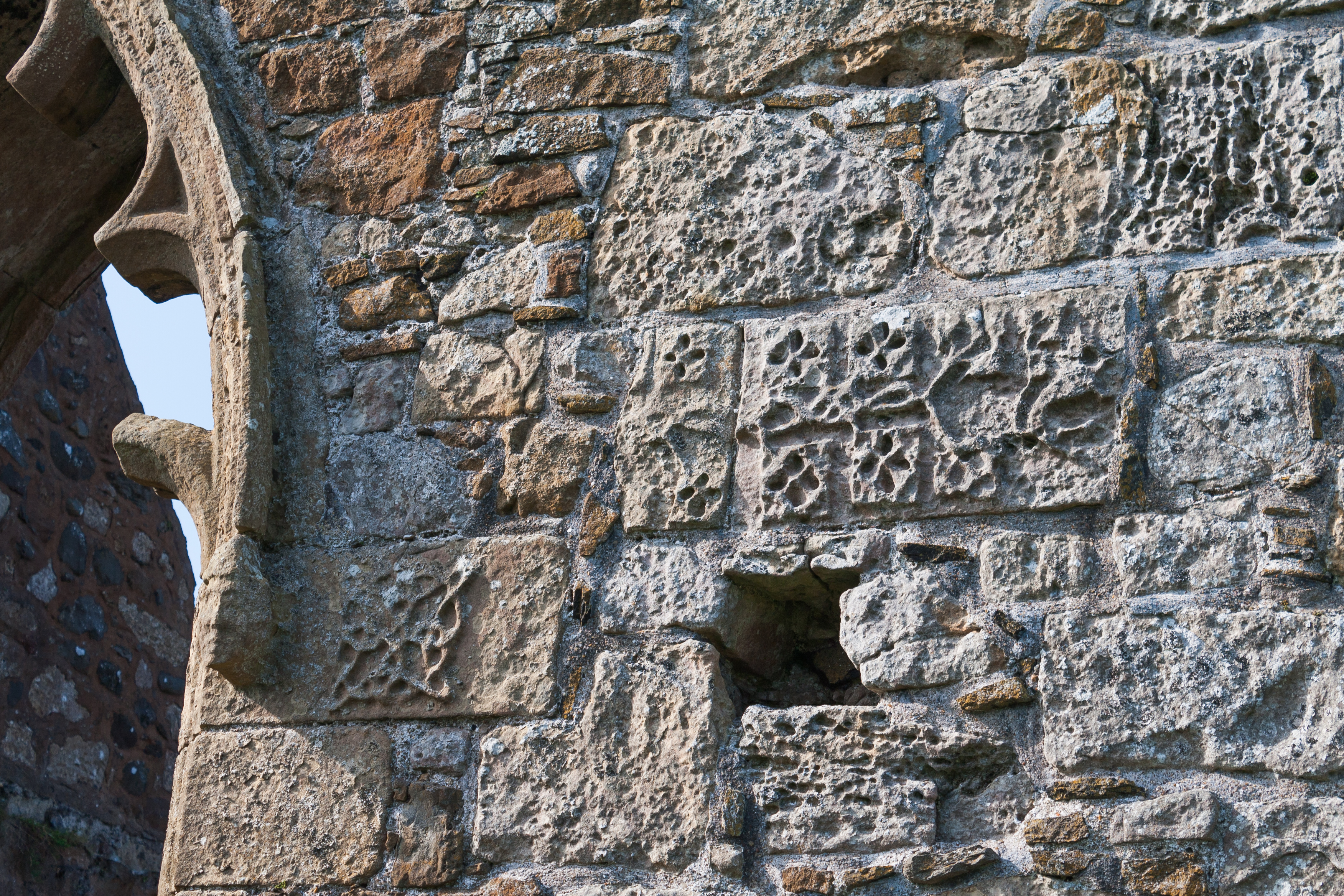
Detalles de las fachadas
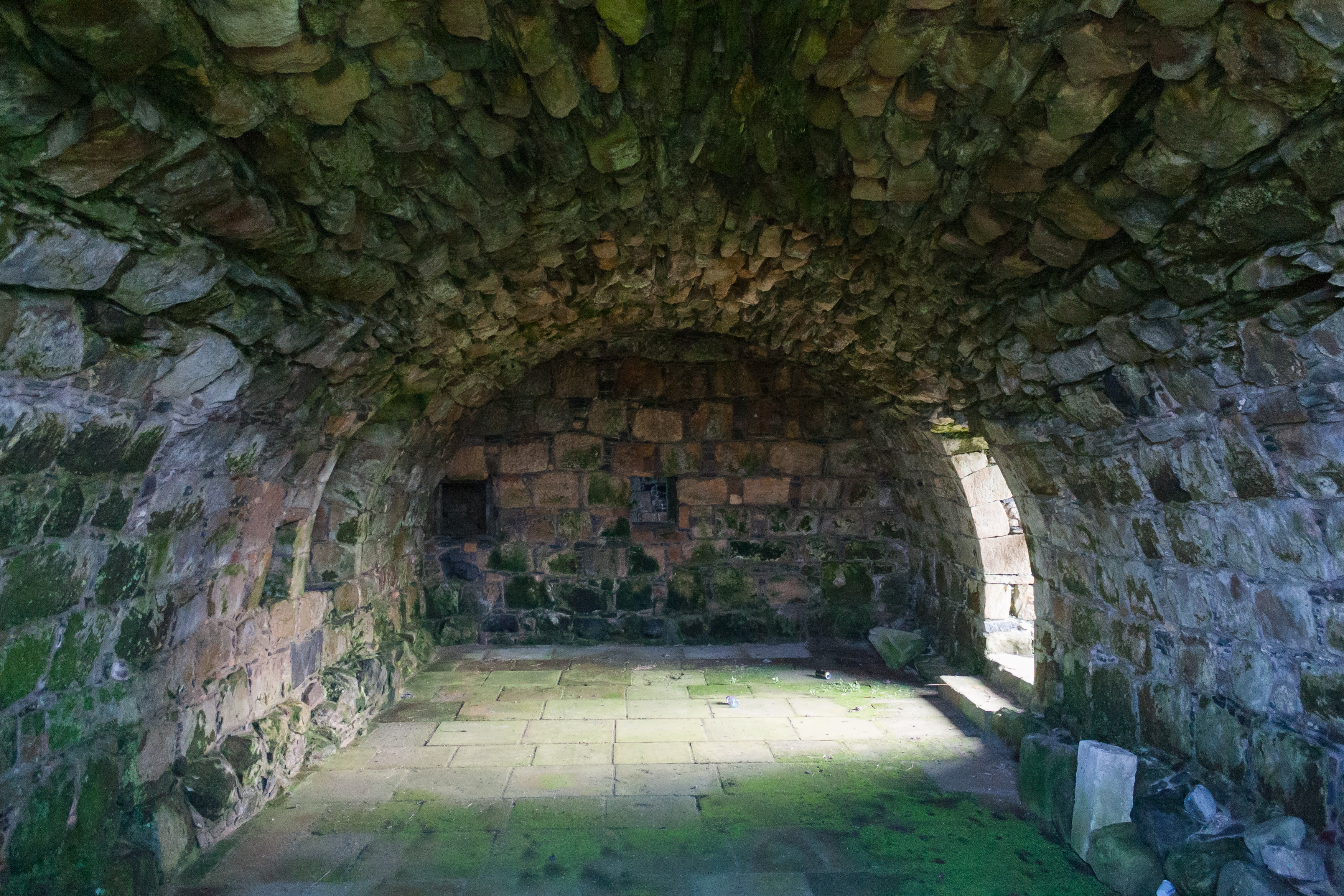
Interior de la cámara norte
Tumba de la monja Negra